# خسوس توریل
خسوس توریل (انگلیسی: Jesús Turiel؛ زادهٔ ۶ اکتبر ۱۹۷۳) بازیکن فوتبال اهل اسپانیا است.
از باشگاه‌هایی که در آن بازی کرده‌است می‌توان به باشگاه فوتبال هرکولس، باشگاه فوتبال الچه، باشگاه فوتبال رئال وایادولید، و باشگاه فوتبال دپورتیوو آلاوس اشاره کرد.